# Santa Rosa do Tocantins
Santa Rosa do Tocantins is een gemeente in de Braziliaanse deelstaat Tocantins. De gemeente telt 4.565 inwoners (schatting 2009).